# 한국의학논문데이터베이스
KMbase(Korean Medical database, 케이엠베이스)는 한국의학논문데이터베이스이다. 한국에서 발간되는 보건의료 분야(의학, 치의학, 약학, 간호학, 한의학) 저널의 서지, 초록 및 원문 데이터베이스로서 비영리적 목적으로 운영된다.

## 운영 주체
KMbase는 과학기술정통부 한국연구재단의 전문연구정보센터 사업으로 1997년에 설립된 비영리 단체인 의과학연구정보센터(MedRIC)에서 운영하고 있다.

## 운영 목표
KMbase는 연구자들이 국내에서 출판되는 의료분야 저널에 수록된 논문을 보다 쉽게 찾아볼 수 있고, 그 결과로 국내의 연구결과물이 연구자들에게 많이 인용될 수 있도록 하여 의료분야의 학문발전과 국민의 건강 증진에 기여하는 것을 목표로 한다.

## 운영 방침
KMbase 운영진은 가능한 많은 국내 의료분야 논문이 전 세계 이용자 누구에게나, 쉽고 빠르게 이용될 수 있기를 원한다. 또한 KMbase 운영진은 학술커뮤니케이션에서의 새로운 모델, 특히 의학분야에서 새롭게 도입되고 있는 오픈 액세스(open access)모델을 지지하며, 이 모델이 국내에서 확산될 수 있도록 노력하고 있다. KMbase 운영진은 의료 분야의 학술논문을 제공하고 있는 한국교육학술정보원(KERIS), 국립암센터, 보건연구정보센터 등과 협력하여 데이터를 개발하고, 구축된 데이터를 상호 교환하여, KMbase 이용자가 보다 편리하게 많은 정보에 접근할 수 있도록 하고 있다. 또한 국내 의학 분야 학회의 협조를 얻어, 각 학회 홈페이지에서 제공되고 있는 학술논문의 원문을 KMbase 서지 및 초록 데이터와 연결(링크아웃)하여 이용자들이 원문에 보다 편리하게 접근할 수 있도록 하고 있다.

## KMbase 색인 대상 저널 선정
KMbase는 국내에서 출판된 보건의료 분야 저널 모두를 대상으로 데이터베이스를 구축한다. 즉, KMbase에 수록되는 저널에 대한 특별한 평가절차는 없다. 이것은 저널을 출판하는 각 학회 및 학술기관의 권위를 인정하는 것이기도 하며, KMbase 목표 즉, 모든 정보에 모든 사람이 접근할 수 있도록 해야 한다는 오픈 억세스 정책과도 일치하는 것이다. KMbase 운영진은 KMbase를 통하여 국내에서 발간되는 보건의료 분야 모든 저널의 논문을 DB로 구축하고, 각 논문에 대한 평가는 그것을 이용하고 인용하는 이용자들의 몫으로 남겨 놓았다.

## KMbase 데이터 현황
KMbase에 색인되고 있는 저널은 2019년 5월 기준으로, 총 1,011종이며, 수록된 데이터 건수는 총 70만 여건이다.,
임상의학:450종, 기초의학: 78종
보 건 학: 98종
간 호 학: 62종
치 의 학: 종
74종 한 의 학: 36종
수 의 학: 11종
약 학: 33종
기타의학: 125종
자연과학: 17종

## KMbase 수록 데이터 갱신
KMbase에 수록된 저널의 종수는 방대하여 모든 저널의 최신호가 출판되는 즉시 KMbase에 수록되는 것은 쉽지 않다. 따라서 KMbase 운영진은 KMbase를 통하여 원문서비스와 링크아웃서비스가 제공되는 저널을 가장 우선하여 최신호가 출판되는 즉시 KMbase에 수록하고 있다. 아울러 KMbase에 수록된 모든 저널의 최신호를 가능한 빠른 시간 내에 KMbase에 수록하려고 노력한다.

## KMbase 서비스 유형
KMbase에 색인되고 있는 저널은 아래 세가지 유형으로 서비스되고 있다.
① 서지 및 초록(영문/국문) 데이터 제공(총 690종)
서지 및 초록 데이터는 의학연구정보센터에서 자체 구축하거나 한국교육학술정보원 등의 협력기관으로부터 제공받는다.
② 원문서비스 및 링크아웃서비스(총 62종)
원문서비스는 의학연구정보센터에서 학회의 허락을 받고 원문을 PDF 형태로 제공하는 저널이다. KMbase를 통하여 제공되는 원문은 학회의 정책에 따라 오픈 억세스 방식, 학회 및 기관 회원 접근 방식, MedRIC 회원 접근 방식 등 세가지 형태로 서비스된다. 오픈 억세스 방식은 모든 이용자들에게 원문을 공개하는 방식이다. 학회 및 기관 회원 접근 방식은 원문을 제공한 학회의 회원만 접근할 수 있도록 한 것이다. MedRIC 회원 접근 방식은 MedRIC 회원만 접근할 수 있도록 한 것이다. 현재 KMbase를 통하여 원문서비스되고 있는 저널은 모두 오픈 억세스 방식이다.
링크아웃서비스는 의학연구정보센터에서 학회로부터 링크아웃에 대한 허가서를 받고 KMbase에 구축된 서지 및 초록 데이터와 학회 홈페이지에서 제공하는 원문데이터를 링크아웃하여 이용자들이 쉽게 원문에 접근할 수 있도록 하는 서비스이다.